# Robert Manuel Cook
Robert Manuel Cook (geboren am 4. Juli 1909 in Sheffield (Yorkshire); gestorben am 10. August 2000 in Cambridge) war ein britischer Klassischer Archäologe. Sein Spezialgebiet war die ostgriechische Keramik.
Robert Manuel Cook war der ältere Sohn des anglikanischen Vikars Charles Robert Cook und seiner Frau Mary Manuel Cook. Sein Bruder war John Manuel Cook (1910–1994), der ebenfalls Klassischer Archäologe wurde. Cook besuchte das Marlborough College und studierte dann Classics am Clare College der University of Cambridge bei Arthur Bernard Cook und Charles Seltman. 1934 wurde er Assistant Lecturer für Classics an der Universität Manchester. Angeregt durch die damals aktuellen Studien zu korinthischer und lakonischer Vasenmalerei, die von Humfry Payne und Arthur Lane vorgelegt worden waren, beschäftigte sich Cook zunächst mit den sogenannten Fikellura-Vasen. 1935 wandte er sich den bemalten Klazomenischen Sarkophagen zu, das Ergebnis dieser Forschungen publizierte er allerdings erst 1981. 1938 wurde er Lecturer in Manchester und heiratete Kathleen Porter. Während des Zweiten Weltkriegs diente er in den Civil Services.
Im Jahr 1945 wurde er Laurence Reader für Klassische Archäologie an der Universität Cambridge. Für das Corpus Vasorum Antiquorum bearbeitete er Faszikel 8 für Großbritannien, das Teilbeständen des British Museum in London gewidmet war. 1960 erschien das für viele Jahre als englischsprachiges Standardwerk geltende Handbuch Greek Painted Pottery, mit dem Cook eine von ihm gefühlte Lücke in der Ausbildung der Klassischen Archäologen schließen wollte. Als Jocelyn Toynbee emeritiert wurde, folgte ihr Cook im Jahr 1962 auf den Laurence-Lehrstuhl für Klassische Archäologie in Cambridge. Den Lehrstuhl behielt er bis zu seiner Emeritierung 1978. Von 1983 bis 1987 stand er dem Verwaltungskomitee der British School at Athens vor. Sein letztes Werk East Greek Pottery, das er zusammen mit Pierre Dupont herausgab, erschien 1998.
Cook war Mitglied der British Academy und des Deutschen Archäologischen Instituts.

## Publikationen (Auswahl)
- Ionia and Greece in the Eighth and Seventh Centuries B. C. In: The Journal of Hellenic Studies. Band 66, 1948, S. 67–98, JSTOR:626542.
- Αμασις μεποιεσεν. In: The Journal of Hellenic Studies. Band 68, 1948, S. 148, JSTOR:626305.
- Die Bedeutung der bemalten Keramik für den griechischen Handel. In: Jahrbuch des Deutschen Archäologischen Instituts. Band 74, 1959, S. 114–123.
- Greek Painted Pottery. Methuen, London 1960 (3. Auflage Routledge, London 1997, ISBN 0-415-13859-0).
- The Greeks till Alexander. Thames and Hudson, London 1961 (auch als: The Greeks Until Alexander. Praeger, New York NY 1962).
- Niobe and her Children. An Inaugural Lecture. Cambridge University Press, Cambridge 1964 (Antrittsvorlesung an der Universität Cambridge am 1. Mai 1963).
- mit Kathleen Cook: Southern Greece. An archaeological Guide. Attica, Delphi and the Peloponnese. Faber & Faber, London 1968, ISBN 0-571-08431-1 (deutsch: Antikes Griechenland. Ein Kunst- und Reiseführer für die Antike und die späteren Kulturen. Kohlhammer, Stuttgart u. a. 1970, ISBN 3-17-002568-6, bzw.: Südliches Griechenland. Studienreiseführer für die Antike und die späteren Kulturen. Günther, Stuttgart 1970).
- Greek Art. Its Development, Character and Influence. Weidenfeld and Nicolson, London 1972, ISBN 0-297-99471-9.
- mit Robert J. Charleston: Greek and Roman Pottery (= Masterpieces of Western and Near Eastern Ceramics. Band 2). Kodansha, Tokio 1979, ISBN 0-87011-343-7.
- Clazomenian sarcophagi (= Forschungen zur antiken Keramik. Reihe 2. Kerameus. Band 3). von Zabern, Mainz 1981, ISBN 3-8053-0388-2.
- mit Pierre Dupont: East Greek Pottery. Routledge, London u. a. 1998, ISBN 0-415-16601-2.